# TopoR
TopoR (сокр. от Topological Router) — система автоматизированного проектирования (САПР), предназначенная для трассировки печатных плат, предварительно подготовленных в других системах в форматах Delta Design (экспорт в формат FST), P-CAD ASCII PCB, PADS ASCII PCB, DSN и др. Разрабатывается российской компанией Эремекс.

## История
Начало работ по созданию гибкого топологического трассировщика относится к 1988 году, когда стало ясно, что традиционные методы трассировки — регулярная и нерегулярная сетка (см. grid based router и shape based router), последовательная прокладка проводников с фиксацией их геометрии — исчерпали возможности своего развития. Метод гибкой трассировки отличается от других методов отсутствием жёсткой фиксации каждой из прокладываемых трасс, создающей часто совершенно необоснованные препятствия для других, ещё не проложенных трасс.
В 2001 году вышла первая версия топологического трассировщика под Windows, получившая название TopoR (Topological Router). Эта программа уже трассировала не только двухсторонние, но и многослойные печатные платы.

## Возможности
В САПР TopoR имеется Возможность 100 % автотрассировки печатных плат без обязательного обеспечения ограничений наложенных разработчиком.
Автотрассировка выполняется следующим образом:
1. Параллельно прокладывается несколько вариантов топологии с 100 % трассировкой с нарушением ограничений наложенных разработчиком;
2. Каждый вариант параллельно перепрокладывается с целью устранения полученного нарушения ограничения разработчика если таковой имеется после прокладки проводников;
3. Каждый вариант параллельно перепрокладывается с целью оптимизации топологии или уменьшения суммарной длины проводников одновременно с общим количеством межслойных переходов.[3] Варианты, проигрывающие по всем параметрам (суммарная длина проводников, число межслойных переходов) удаляются.
4. Остановка процесса оптимизации пользователем. Поскольку оптимизация печатной платы может происходить бесконечно, пользователь сам решает в какой момент времени прекратить оптимизировать печатную плату основываясь на данных выводимых в таблицу информации об уже полученных топологиях печатной платы. Рекомендация: не останавливать процесс оптимизации до 6-8 перепрокладок одной топологии.
5. Выбор приоритетной для разработчика топологии в зависимости от длины проводников и числа переходов[4]. Обычно на выбор предоставляется 6-8 вариантов топологии.
6. После выбора оптимальной топологии разработчик зачастую без проблем устраняет оставшиеся нарушения ограничений наложенных разработчиком (если такие имеются) используя инструментарий TopoR.

Зачастую оставшиеся после автотрассировки нарушения ограничений наложенных разработчиком вызваны недостаточными зазорами между компонентами.
Другие программы автотрассировки самостоятельно прокладывают проводники используя ограничения, наложенные разработчиком. Разработчик контролирует результат. При необходимости корректирует исходные параметры задачи и повторяет трассировку. Корректировка включает изменение расположения компонентов, предварительную отрисовку цепей вручную и т. п. При автотрассировке в TopoR корректировка происходит с уже имеющейся топологией с нарушениями ограничений и перетрассировка не требуется. Данный подход более нагляден и требует меньше времени поскольку разработчик интерактивно перемещает компоненты, проводники, переходные отверстия исправляя нарушения.
Параллельная оптимизация позволяет использовать механизм распределённых вычислений для повышения скорости трассировки.
Автоматическая топологическая трассировка соединений выполняется в произвольных направлениях, не ограничиваясь углами 90º и 45º, может выполняться ломаными линиями или даже дугами.
Отсутствие преимущественных направлений трассировки и возможность использования ресурсов монтажного пространства для автоматического увеличения зазоров может снизить уровень электромагнитных перекрёстных помех и повысить целостность сигналов на печатной плате за счёт снижения паразитных связей между проводниками [4].
Пользователю предоставляется возможность выбора из двух способов расчёта формы проводника: без использования и с использованием дуг окружностей. Первый способ предполагает прокладку проводника ломаными линиями. При втором способе проводник огибает препятствия по дугам окружностей с необходимым зазором, а с одной дуги на другую переходит вдоль отрезков прямых.
В TopoR имеется автоматическое размещение компонентов. Процедура может применяться как ко всем компонентам на плате, так и к компонентам в определённом окне. Конечно, она не может сравниться с ручным размещением по качеству. Тем не менее, она может быть использована для получения начального размещения для последующего ручного размещения.
В TopoR существует возможность задания для каждой цепи минимально допустимого и желательного зазоров.
Система автоматически уменьшает ширину проводника, если он подходит к контакту, имеющему меньшую ширину (или диаметр контакта меньше ширины проводника), и при проходе через узкие места (например, между контактами компонента).
Как и во многих EDA, имеется возможность каплевидного сглаживания стыков проводников с контактными площадками (т. н. teardrops).
- Сужение проводника при подходе к контакту
- Трассировка в области BGA компонента
- Пример однослойной печатной платы

## Критика
На сегодняшний день TopoR может использоваться как отдельно, так и в составе сквозной САПР электроники Delta Design. Но для анализа перекрёстных помех при необходимости нужно использовать сторонние программы.
При использовании САПР Altium Designer для подготовки списка цепей и создания корпусов компонентов разработчик без проблем передаёт проект платы в САПР TopoR и обратно. Не реализован гейт-своп.